# Eremiaphila cerisyi
Eremiaphila cerisyi är en bönsyrseart som beskrevs av Lefebvre 1835. Eremiaphila cerisyi ingår i släktet Eremiaphila och familjen Eremiaphilidae. Inga underarter finns listade i Catalogue of Life.